# 김영남 (가수)
김영남(1970년 4월 4일 ~ )은 대한민국의 가수다. 2015년 1집 앨범 [내 손을 잡아]로 데뷔했다.

## 방송
- 전국노래자랑 (1995)
- 히든싱어 3 (2014) - 태진아편 준우승, 왕중왕전 6위

## 음반
- 내 손을 잡아 (2015)
- 눈물잔 (2016)
- 사랑을 말해야 아나 (2016)
- 남자의 사랑 (2017)
- 카리스마 KIM (2017)

## 수상
- 제 16회 배호가요제 모창상